# Medibank International 2005
Il Medibank International 2005 è stato un torneo di tennis giocato sul cemento.
È stata la 113ª edizione del Medibank International (o Medibank International Sydney), che fa parte della categoria International Series nell'ambito dell'ATP Tour 2005 della categoria Tier II nell'ambito del WTA Tour 2005.
Sia il torneo maschile che quello femminile si sono giocati al NSW Tennis Centre di Sydney di Australia,
dal 9 al 15 gennaio 2005.

## Campioni

### Singolare maschile
Lleyton Hewitt ha battuto in finale  Ivo Minář con il punteggio di 7–5, 6–0.

### Doppio maschile
Mahesh Bhupathi /  Todd Woodbridge hanno battuto in finale  Arnaud Clément  /  Michaël Llodra con il punteggio di 6–3, 6–3.

### Singolare femminile
Alicia Molik ha battuto in finale  Samantha Stosur con il punteggio di 6–7, 6–4, 7–5.

### Doppio femminile
Bryanne Stewart /  Samantha Stosur hanno battuto in finale  Elena Dement'eva  /  Ai Sugiyama per abbandono